# Genevieve O'Reilly
Genevieve O'Reilly (født 6. januar 1977) er en irsk skuespillerinde, der har medvirket i flere film og tv-serier. Hun er kendt for at have spillet oprørslederen Mon Mothma i Star Wars Episode III: Sith-fyrsternes hævn (2005) og Rogue One: A Star Wars Story (2016).
O'Reillys første optræden i tv var i en gæsterolle i afsnittet Slayer's Return i den canadiske serie BeastMaster i 2001. Året efter medvirkede hun i rollen som Kimberly Oswald i afsnittet Asylum Seekers i Young Lions. Fra 2002 til 2005 havde hun en fremtrædende rolle som Leanne Curtis i All Saints. Fra 2011 til 2014 medvirkende hun i en tilbagevendende rolle i serien Episodes sammen med Matt LeBlanc. Senere i 2014 medvirkede hun som Frances Pirsig i miniserien The Honourable Woman. I 2015 medvirkede hun som Mary Johnson i BBC's tv-serie Banished. I 2016 medvirkede hun i den britiske dramaserie The Secret, hvor hun blev rost af kritikkerne.
Udover sin optræden i tv er O'Reilly også kendt for hendes filmkarriere. Blandt de mere bemærkelsesværdige roller er Dash MacKenzie i Avatar (2004), Eve i kærlighedsfilmen Forget Me Not (2010) og Lady Flora Hastings i periodedramaet The Young Victoria (2009). En af hendes senere optrædener er i rollen som Tarzans mor i The Legend of Tarzan (2016).